# Eternity (fumetto)
Eternity è una serie a fumetti ideata da Alessandro Bilotta e pubblicata da Sergio Bonelli Editore a partire dal novembre 2022.

## Storia editoriale
La serie ha cadenza quadrimestrale ed è pubblicata in volumi cartonati di grande formato per l'etichetta Audace di Bonelli. Ogni volume è composto da 72 tavole a colori. Come per la precedente serie di Bilotta, Mercurio Loi, ogni volume è autoconclusivo ma anche tassello di una continuity ben precisa. Le copertine sono disegnate da Sergio Gerasi (anche ideatore grafico della serie) e colorate da Adele Matera, mentre le storie vengono realizzate da un team di disegnatori che si alternano di albo in albo. I colori per tutti gli albi sono di Adele Matera.
Il dandismo decadente del protagonista e l'ambientazione romana hanno portato diversi recensori a paragonare il fumetto a La grande bellezza di Sorrentino e ai film di Federico Fellini. È definita dal suo autore come un «fumetto rosa legato al mondo dello spettacolo e alla [...] città [di] Roma».
La serie presenta inoltre elementi futuribili (ad es. gli schermi trasparenti di cellulari e computer), retrofuturistici (le auto d'epoca, i riferimenti a marchi del boom economico, i fotoromanzi) e postmoderni.

## Trama
La serie è incentrata sul personaggio di Alceste Santacroce, cronista mondano del settimanale di gossip L'Infinito, il quale si aggira tra i salotti di una Roma futuribile in cerca del senso dell'esistenza tra amori, luci al neon, feste in maschera e bizzarri personaggi del jet set.

## Personaggi
- Alceste Santacroce: giornalista romano di gossip per la rivista L'Infinito. Firma i suoi articoli con lo pseudonimo Sant'Alceste.
- Quinto Serafini: direttore della rivista L'Infinito.
- Lucrezia
- Tito Forte
- Ariovisto Carnovale
- Cassiodoro
- Giuturna
- Minerva Monet

## Albi
| Nr. | Titolo                                               | Data di pubblicazione | Soggetto e sceneggiatura | Disegni          | Colori       | Copertina     |
| --- | ---------------------------------------------------- | --------------------- | ------------------------ | ---------------- | ------------ | ------------- |
| 1   | La morte è un dandy                                  | Novembre 2022         | Alessandro Bilotta       | Sergio Gerasi    | Adele Matera | Sergio Gerasi |
| 2   | Rovine metaforiche visitate dai turisti              | Marzo 2023            | Alessandro Bilotta       | Matteo Mosca     | Adele Matera | Sergio Gerasi |
| 3   | La vita appesa ai chiodi delle opere immortali       | Luglio 2023           | Alessandro Bilotta       | Francesco Ripoli | Adele Matera | Sergio Gerasi |
| 4   | L'impazienza dei suicidi anticipa l'inevitabile      | Novembre 2023         | Alessandro Bilotta       | Sergio Gerasi    | Adele Matera | Sergio Gerasi |
| 5   | L'odio come cura di bellezza                         | Aprile 2024           | Alessandro Bilotta       | Sergio Ponchione | Adele Matera | Sergio Gerasi |
| 6   | I giorni non finiscono mai e la vita passa in fretta | Ottobre 2024          | Alessandro Bilotta       | Sergio Gerasi    | Adele Matera | Sergio Gerasi |

## Critica
Antonio Ausilio di Comicus, recensendo i primi due volumi, afferma che Eternity, all'interno dell'etichetta Audace, è intenzionata a "catturare l’interesse di tutti quei lettori che cercano nel fumetto qualcosa che vada oltre la semplice evasione" sostenendo che il protagonista "non è altri che Bilotta stesso, il quale si “serve” del personaggio per esprimere il suo totale disappunto nei confronti di una società dell’immagine, che pare non avere ancora dato il peggio di sé", ben definito nella sua identità al pari della serie stessa, i cui temi emergono fin dalle prime pagine, giudicando sorprendente "la libertà creativa di cui egli ha goduto, che lo hanno convinto a spingersi verso direzioni impensabili solo pochi anni fa in un albo di Via Buonarroti". Il lavoro di Adele Matera valorizza i disegni di Gerasi e Mosca, costituendo a sua volta una parte essenziale dell'opera. Ausilio aggiunge che Gerasi con il suo tratto riesce ad imprimere nei personaggi la "creatività destabilizzante" di Bilotta mentre Mosca offre un lavoro elegante, ma privando in parte di energia la sceneggiatura.
Marco Andreoletti di Fumettologica lo definisce "Un mistery sopra le righe, ricco di livelli di interpretazione e di spunti ancora tutti da dipanare, ambientato in una Roma fuori dal tempo dove convivono tecnologie futuristiche, spinte nostalgiche e residui di un passato che pare bloccare tutto in un eterno ciclo di stasi" caratterizzato da una scrittura "stratificata, ricca, spesso volutamente compiaciuta" e contenente una serie di indizi che verranno sviluppati nel prosieguo della serie. Andreoletti considera che il fumetto richieda molto al lettore e getti dense basi da cui partire per sviluppi successivi. Seppure la storia presenti personaggi in momenti tranquilli, "si avverte un malessere costante, sia interiore ai personaggi sia inteso come dramma pronto a esplodere da un momento all’altro".
Domenico Bottalico, per il sito Tom's Hardware, recensendo il primo volume evidenzia come Bilotta metta in relazione un mondo caratterizzato dall'esposizione della propria persona, dall'eccesso e dalla moda, e "l'evoluzione di una angoscia esistenziale profondissima, un malessere costante che serpeggia e riaffiora all'improvviso nei gesti quotidiani e più semplici" affrontando "in maniera disincantata, quasi cinica" il rapporto tra amore e morte. Di Gerasi scrive che "interprete di una estetica raffinatissima, tutta votata alla ricerca di stile ed eleganza" con uno stile in cui principali sono "le anatomie e le pose dinoccolate e soprattutto una line art fatta di tante linee sottili e melliflue. Il tutto si amalgama in uno stile vibrante e riconoscibilissimo" mentre Matera con la sua tavolozza dona "a questa Roma una atmosfera di assoluta sospensione dalla realtà. È però nella scelta delle ombre e dei tagli di luce che il lavoro della Matera spicca per originalità ed efficacia".
Il sito Meganerd plaude il primo volume per il modo in cui Bilotta presenta un contesto corrotto e personaggi veritieri, credibili nel loro cinismo e disillusione "in un futuro plausibile, e molto più vicino di quanto si pensi, e che non sembra lasciare scampo". Definisce Roma come un vero e proprio comprimario e non un mero sfondo mentre Alceste è "un dandy fuori tempo che non vive ma esiste soltanto", "spietato e tagliente, nel lavoro come nella vita", "figlio amareggiato di un’epoca che ormai vive solo grazie all’attaccamento morboso di quanti temono il nuovo, carnefice velato di sé stesso e del prossimo".
Il fumetto compare nelle liste dei migliori fumetti dell'anno redatte dalla redazione del sito Lo Spazio Bianco per gli anni 2022 e 2023, sito all'interno del quale ospita recensioni per ogni volume pubblicato: all'interno di quella del primo volume, Andrea Bramini e Davide Grilli notano come "Bilotta sembra aver costruito la serie su misura di Alceste, facendo ruotare le tematiche che vuole mettere sul piatto attorno al “gossipparo”, che diventa una sorta di specchio deformato nel quale una certa fetta della società viene interpretata senza troppi sconti o benevolenza" trattando temi come la fugacità del tempo e il significato del suo scorrere per le persone, oltre alla rivendicazione del diritto di "perdere tempo", dell'otium, già espresso da Bilotta nel decimo albo di Mercurio Loi, il contrasto tra questioni e riferimenti "alti" e "bassi", il tutto all'interno di "uno scenario in cui tutto sembra sospeso e incline ad accogliere le meditazioni esistenziali dei protagonisti impegnati a passeggiare". I recensori affermano come Eternity si presenti fin dal primo volume come "una serie ricca di elementi interessanti, sia dal punto di vista tematico che narrativo che formale" con un personaggio che risulta ambiguo seppur ben definito e con una cura estetica generale raffinata.
Nella seconda recensione, Bramini e Federico Breghin segnalano come, seppure con un cambio nella centralità del personaggio di Alceste, la serie voglia essere "una finestra aperta su alcuni spaccati della società collegati allo spettacolo e al mondo dell’apparire che lo sceneggiatore romano scandaglia di volta in volta". I dialoghi di Bilotta sono dosati con grande cura, mentre i disegni di Mosca seguono l'impostazione del volume precedente seppure vengano considerati meno convincenti di quelli di Gerasi per quanto riguarda la resa delle figure umane, ma la sua recitazione è giudicata buona. Il lavoro di Matera dà una continuità stilistica definita "fondamentale" rendendo la Roma altolocata "abbacinante, festaiola, troppo bella per essere vera". Il volume è definito "raffinato, metaforico, che trova la propria riuscita nei non detti e in un protagonista sfuggente che guida il nostro sguardo su un panorama poco piacevole e difficilmente decifrabile: come la vita".
In quella del terzo, Beghin, Bramini e Giuseppe Lamola sottolineano la scelta peculiare di rendere Eternity una fumetto seriale, seppure in certi aspetti se ne distacchi, rispetto alla possibilità offerte dalla miniserie o dalla graphic novel, la cui storia, che inizia a presentare elementi orizzontali, "si dimostra in grado di generare riflessioni non banali sui temi trattati, talvolta ancor più interessanti degli sviluppi della trama". I temi in questione sono l'arte e l'immortalità che può dare, ma ribaltata attraverso la figura del personaggio di Ariovisto Carnovale, un'artista dai modi bestiali le cui opere vengono innalzate dalla comunità intellettuale per la loro stranezza, non comprendendo quello che l'artista cova nella sua interiorità ovvero un desiderio di autodistruzione. La prova di Francesco Ripoli ai disegni fornisce un'efficace interpretazione del mondo della serie, venendo definita come apprezzabile la sua gestione di ritmo e inquadrature, anche se meno atipica e più convenzionale rispetto ai suoi predecessori.
Lamola nella quarta recensione conferma Eternity come "una lettura stratificata e raffinata che acquista valore andando avanti storia dopo storia. Un traguardo raggiunto anche grazie all’apporto artistico di Gerasi e Matera, in una nuova prova di alto livello" sottolineando la capacità di Bilotta di sfruttare la serialità introducendo elementi e temi che vengono poi ripresi unendo in questo modo episodi in apparenza slegati tra loro.

## Riconoscimenti
2023
- Candidatura ai Premi Romics del fumetto[16].
- Premio Micheluzzi del Napoli Comicon: Migliore serie italiana[17] e candidatura come Miglior sceneggiatura italiana[18].
- Premio Coco dell'Etna Comics: Miglior colorista ad Adele Matera e Premio Speciale Meganerd come Rivelazione dell'anno[19].
- Premio Boscarato del Treviso Comics: Miglior colorista ad Adele Matera per il suo lavoro su Eternity e Nero[20] e candidatura come Miglior artista (sceneggiatura)[21].
- Gran Guinigi di Lucca Comics & Games: Miglior fumetto seriale[22].

2024
- Premio Micheluzzi: candidatura come Miglior serie e Miglior sceneggiatura[23].
- Premio Boscarato: Miglior artista (Sceneggiatura) per Alessandro Bilotta[24].

2025
- Premio Micheluzzi: candidatura come Miglior sceneggiatura e Miglior serie[25].